# 鉢伏山西峰古墳
鉢伏山西峰古墳（はちぶせやまにしみねこふん）は、大阪府羽曳野市駒ヶ谷にある終末期古墳（方墳）。内部にある切石積の横口式石槨の構造が発掘調査により明らかにされている。

## 概要
鉢伏山西峰古墳は標高221mの鉢伏山から延びる丘陵尾根の稜線上に単独で位置する。標高は135m（風位の平地との比高差は100m）である。1994年（平成6年）より、羽曳野市教育委員会によって発掘調査 が行なわれた。調査前、既に横口式石槨が開口し、一部の石材が失われていた。墳丘は従来、直径20m前後の円墳ではないかと見られていた。

### 墳丘の形状と規模
墳丘は石英安山岩の岩盤を整形し、盛土しており、墳丘東側辺約12m、西側辺20mの台形状の平面を呈する。墳丘の背後には墳丘と尾根を区画する溝が岩盤を掘り抜いて造られていた。墳丘前面には地山の整形や盛土でテラス状の平坦面が設けられていた。墳丘外表は貼石や外護列石などは当初から存在しかったようである。

### 横口式石槨の構造

石槨俯瞰図

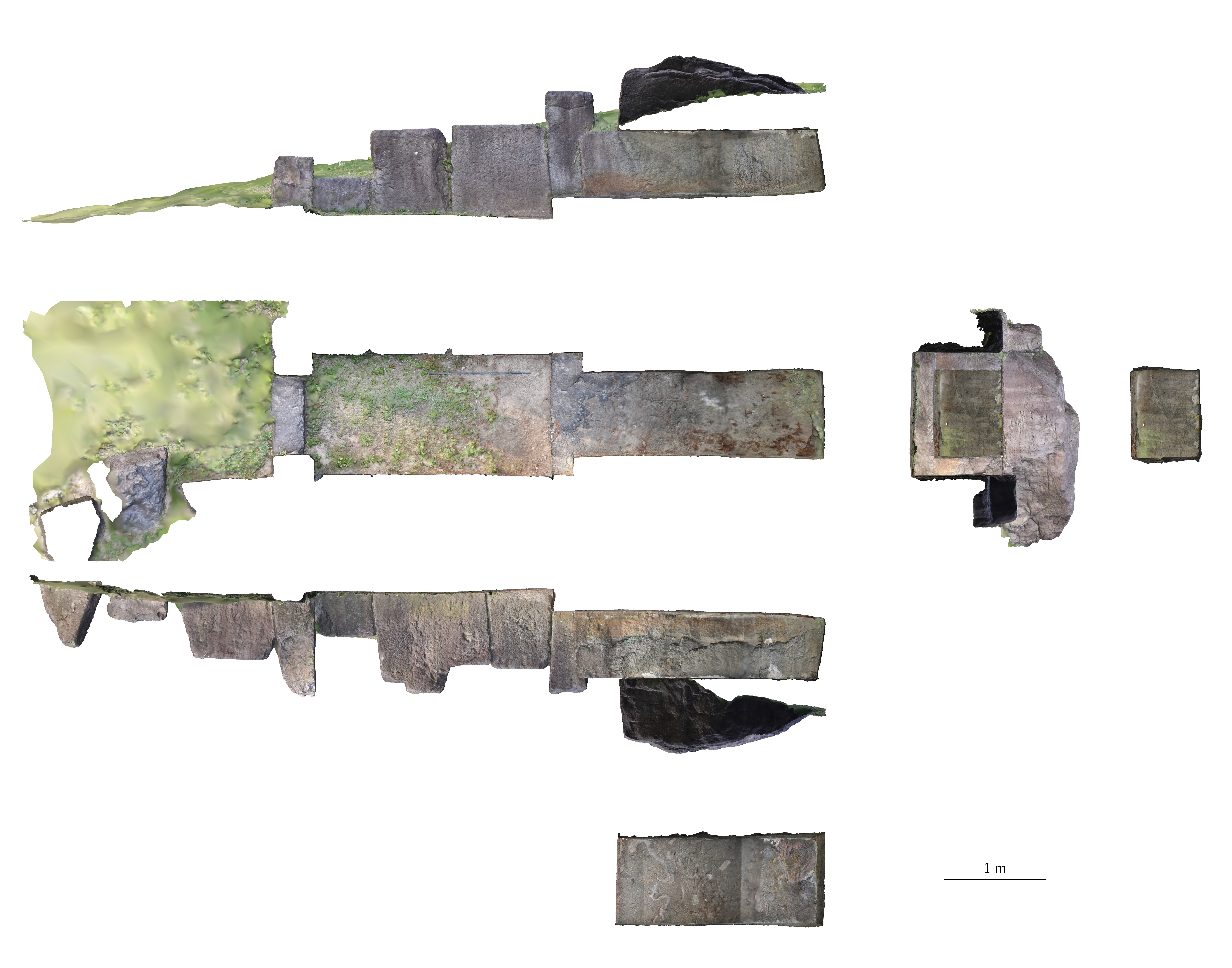
石槨展開図

横口式石槨は西方向に開口しており、石槨部の前方に前室、羨道を付設する形態である。主な石材は石英安山岩を用いており、極めて精巧に加工された切石で構成されている。棺が安置された石槨部は、内法が長さ約2.7m、幅約0.8m、高さ0.7mを測る。この石槨部は石英安山岩の基盤層の岩盤露頭を刳り抜いて加工、整形を行い、石槨部の奥壁・両側壁や床面を造り出している。つまり石槨部と基盤層は連続している状況である。そして天井部分のみ1個体の別の石材を用いている。石槨部には漆喰の痕跡が残り内部の密閉と防水などを意図したと思われる。前室部分は両側壁上部と天井石はすでに欠損していたが、長さ2.4m、幅1.2mを測る。南側壁の石材にはＬ字状に加工されているものもある。前室の床面には二上山産と考えられる凝灰岩切石が敷きつめられている。切石はブロック状に加工されているが、大きさは一定しておらず、一辺が30cm～50cm前後で、厚さ約15cmである。前室入口には床面より一段高くなるように直方体を呈した石英安山岩の切石材が設置されている。羨道部は遺存状況が悪く、南側壁面の石材が2～3mにわたり3個並んで残っているが、原位置を留めるの1石のみであった。羨道部幅は1.2mと推定される。羨道床面には石英安山岩の割石を両側に並べ、小礫で充填し、扁平な石で蓋をする構造の排水溝が検出されている。

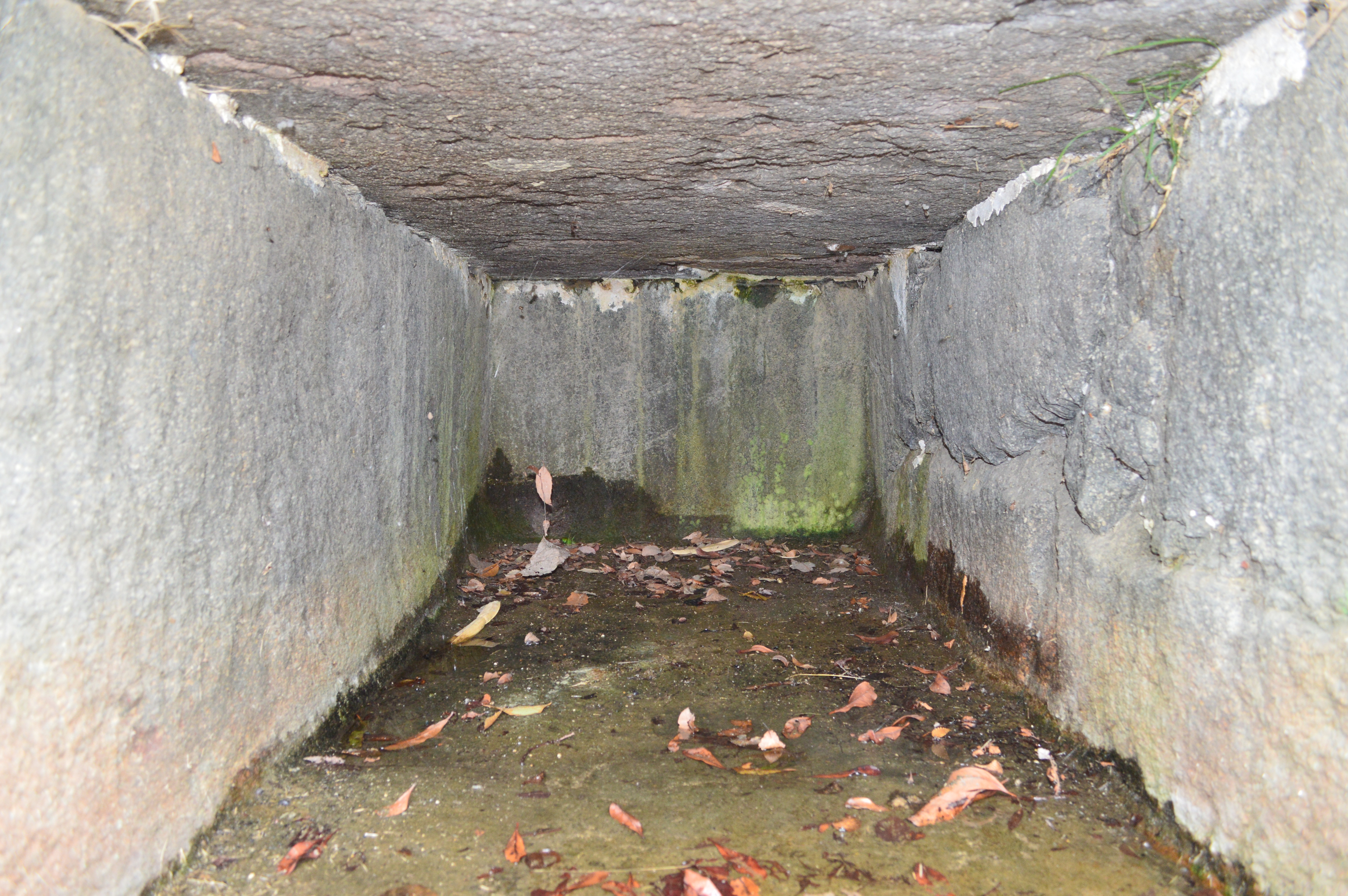
石槨部 内部
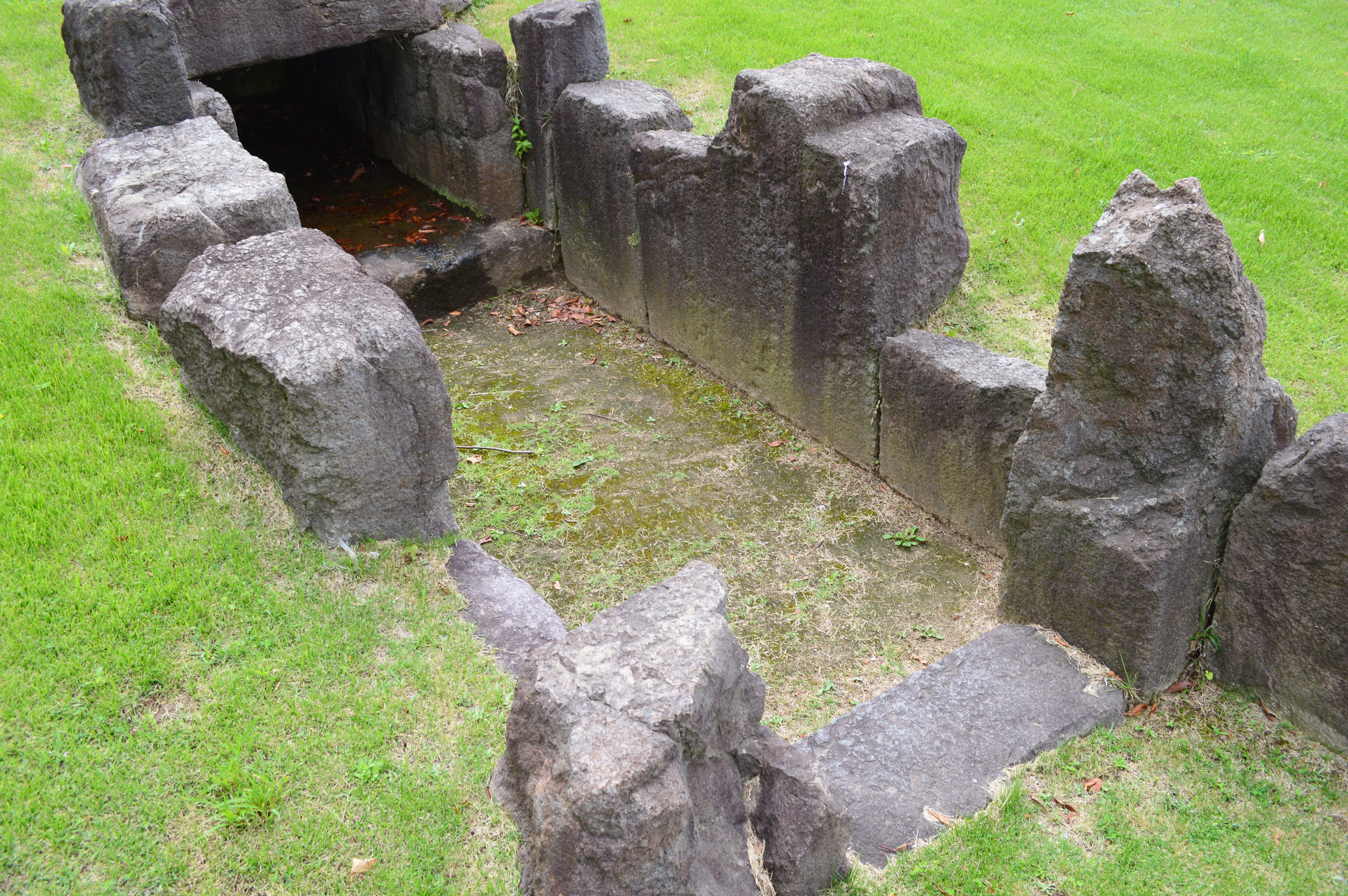
前室

### 出土遺物と築造時期
石槨がすでに開口していたので棺の金具類や副葬品はほとんど検出されず、古墳に伴う遺物としては土師器 、須恵器 、磚がある。須恵器はその形態的特徴から飛鳥藤原編年（飛鳥、藤原京地域出土の土器の編年）の「飛鳥II」に属し7世紀中葉前後の時期と考えられる。また古墳の築造時期もこの頃と考えられる。